# 스반테 툰베리

스반테 프리츠 빌헬름 툰베리(스웨덴어: Svante Fritz Vilhelm Thunberg, 1969년 6월 10일 ~ )는 스웨덴의 배우이자 작가이다. 배우인 올로프 툰베리의 아들이자, 환경운동가 그레타 툰베리의 아버지이기도 하다.
그는 아내와 함께 회고록 <마음에서 온 장면들>(2018)을 썼고, 나중에 <우리 집은 불타고 있다>(2020)로 변경되었다.